# I Want Out
«I Want Out» es el cuarto sencillo del grupo alemán de power metal "Helloween". Perteneciente al disco "Keeper Of The Seven Keys Part 2" que fue cantado por Michael Kiske y escrita por el exguitarrista y cantante del grupo Kai Hansen. Ha sido versionado por múltiples grupos como Sonata Arctica, Gamma Ray y Hammerfall. Es una de las más populares canciones de la historia del grupo junto con Eagle Fly Free.
Actualmente Kai Hansen tiene los derechos de la canción, por lo que él junto a Gamma Ray (su banda actual) pueden hacer uso de la misma. Aun así, Helloween sigue utilizándola en muchos de sus directos.
El videoclip del tema fue grabado íntegramente en Navarra y aparecen lugares como el Café Iruña, la plaza de toros de Pamplona, las Bardenas Reales o la antigua azucarera de Marcilla. Se grabó aprovechando el "Monsters of Rock" que tuvo lugar el 17 de septiembre en Pamplona donde Helloween actuó junto a Iron Maiden, Metallica y Anthrax.

## Lista de canciones
1. «I Want Out» - 04:42
2. «Save Us» - 05:16
3. «Don't Run For Cover» - 04:45